# HMS Ocean (R68)
El HMS Ocean fue un portaaviones ligero de la Clase Colossus de la Marina Real de 13 190 toneladas, construido en Glasgow por Alexander Stephen and Sons. Su quilla se colocó en noviembre de 1942 y  entró en servicio el 30 de junio de 1945.

## Diseño y construcción
La Clase Colossus era una clase de portaaviones relativamente pequeños que fueron diseñados para construirse rápidamente para cumplir con los requisitos de la Royal Navy de contar con portaaviones que le permitiesen operar en la II Guerra Mundial. Con el fin de permitir una construcción rápida, fueron diseñados para los estándares mercantiles en lugar de los de la marina, por lo que no se los equipó con blindaje o cañones antiaéreos de largo alcance. Se ordenaron dieciséis barcos a fines de 1942, pero los últimos seis se completaron con un diseño modificado, nombrado Clase Majestic.
Los buques tenían entre 693 pies 2 pulgadas (211,3 m) y 695 pies 0 pulgadas (211,8 m) de largo, 650 pies (198,12 m) en la línea de flotación y 630 pies (192,02 m) entre perpendiculares. La viga era de 80 pies (24,38 m) y el calado fue 23 pies 6 pulgadas (7,2 m) con carga profunda. El desplazamiento fue de 13 190 toneladas largas (13 401,7 t) estándar y 18 040 toneladas largas (18 329,5 t) carga profunda. Cuatro calderas Admiralty de 3 tambores suministraban vapor a dos juegos de turbinas de vapor con engranajes Parsons que, a su vez, accionaban dos ejes de hélice. La maquinaria tenía una potencia nominal de 40 000 caballos de fuerza (30 000 kW), lo que daba una velocidad de 25 nudos (29 mph; 46 km/h). Los barcos tenían un alcance de 12 000 millas náuticas (14 000 millas; 22 000 km) a una velocidad de 14 nudos (16 mph; 26 km/h).
La cubierta de vuelo era de 690 pies (210,3 m) largo y 80 pies (24,4 m) ancho, mientras que el hangar tenía 445 pies (135,6 m) largo y 52 pies (15,8 m) ancho con una altura libre de 17 pies 6 pulgadas (5,3 m). Aunque estaba diseñado para transportar 24 aviones en 1942, cuando entraron en funcionamiento, los barcos tenían capacidad para 37 aviones. El HMS Ocean fue equipado con un primer en armamento antiaéreo de seis cuádruples y siete solo 2 libras (40 mm) pom-po cañón automático y doce individuales cañones Bofors de 40 mm. El barco tenía una tripulación de 1300 oficiales y marineros.
La quilla del HMS Ocean se colocó en el astillero Alexander Stephen and Sons en Glasgow el 8 de noviembre de 1942 y se botó el 8 de julio de 1944. En marzo de 1944, el gobierno australiano hizo una propuesta para comprar un portaaviones ligero, específicamente de la Clase Ocean. La solicitud fue rechazada a principios de junio de 1945 y el portaaviones entró en servicio en la Royal Navy. El barco se puso en servicio el 8 de agosto de 1945. En total, la construcción del barco requirió más de 20.772 horas de trabajo.

## Servicio

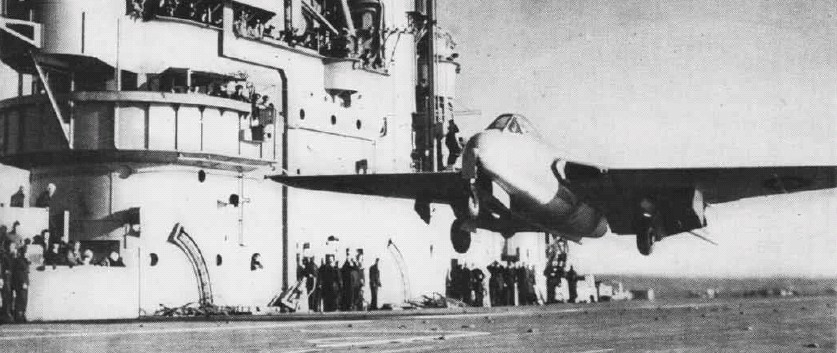
El primer aterrizaje y despegue de un portaaviones de un avión a reacción en 1945

Después de la puesta en servicio, el HMS Ocean fue enviado a Cammell Laird en Birkenhead para su modificación para operar cazas nocturnos; los cambios incluyeron un radar revisado (con el radar estadounidense SM-1 reemplazando el radar de búsqueda de altura británico Tipo 277) y un mejor equipo de búsqueda de dirección. Una vez completados estos cambios en noviembre de 1945, el HMS Ocean quedó con base en Rosyth para las pruebas de vuelo, con las primeras pruebas del caza bimotor de Havilland Sea Hornet y las últimas operaciones en portaaviones del bombardero torpedo biplano Fairey Swordfish. El 3 de diciembre de 1945, un Sea Vampire pilotado por Eric "Winkle" Brown hizo el primer aterrizaje de un avión de propulsión puramente a reacción en el HMS Ocean (aunque a principios de ese año un jet compuesto y motor de pistón Ryan FR-1 Fireball había hecho un aterrizaje en el portaaviones con propulsión a reacción después de que fallara su motor radial).
En diciembre de 1945, el HMS Ocean fue transferido a la Flota del Mediterráneo, con un grupo aéreo formado por el Escuadrón Aéreo Naval 805 equipado con Supermarine Seafire y el Escuadrón Aéreo Naval 816, equipado con cazas nocturnos Fairey Firefly. Desembarcó a su grupo aéreo en Malta en junio de 1946 para permitirle ser utilizada como un buque de transporte de tropas para llevar tropas a Singapur. En octubre de 1946 proporcionó apoyo médico y de extinción de incendios a los dos destructores Saumarez y HMS Volage (R41) cuando atacaron minas en el incidente del Canal de Corfú. En mayo de 1948, formó parte del grupo de trabajo que apoyaba la retirada de las fuerzas británicas que se retiraron de Palestina, proporcionando cobertura aérea después de que las bases de la RAF en Palestina fueran evacuadas.
El HMS Ocean fue desplegado dos veces en Corea, primero de mayo a octubre de 1952 y luego de mayo a noviembre de 1953. En agosto de 1952, una formación de aviones Hawker Sea Fury del despegó del portaaviones y se enfrentaron a aviones MiG-15 de Corea del Norte en combate aéreo, derribando uno.
En agosto de 1954 se unió al escuadrón de entrenamiento de Home Fleet, pero vio un papel activo en la crisis de Suez. En el primer asalto a gran escala llevado por helicóptero, los helicópteros Westland Whirlwind y Bristol Sycamore del HMS Ocean y el HMS Theseus aterrizaron 425 hombres del 45 Comando y 23 toneladas de tiendas en Port Said en 90 minutos. Después de Suez, el barco no vio más servicio activo. En septiembre de 1957, la Unión Soviética protestó cuando el HMS Maidstone acompañó al HMS Ocean en una visita a Helsinki. Entró en reserva ampliada en 1958 y fue desguazada en 1962 en Faslane. 
En su libro sobre la Revolución Húngara, Peter Fryer se refiere brevemente al "arresto de doce marineros británicos en el portaaviones Ocean, tras reuniones ilegales" en octubre de 1956.